# Burg Vilsegg
Die Burg Vilsegg ist eine ehemalige Wehranlage in Tirol und liegt etwa einen Kilometer nordwestlich des Städtchens Vils, zwischen Pfronten und Füssen, wenige hundert Meter von der deutsch-österreichischen Grenze entfernt.

## Geographische Lage
Die Ruine der Höhenburg liegt etwa 60 Meter über dem Vilstal auf einem 887 Meter hohen felsigen Hügel am Rande des Salober-Berges, auf dem heute die Staatsgrenze zwischen Deutschland und Österreich verläuft.
Der Burghügel fällt ringsum steil ab, dadurch war die Veste trotz ihrer relativ niedrigen Lage über dem Tal nur schwer angreifbar. Vilsegg liegt etwa 350 Meter tiefer als die – bereits auf deutschen Staatsgebiet liegende – Nachbarburg Falkenstein.

## Geschichte
1263 wird mit Heinrich von Vilsegg ein Dienstmann der Herren von Hohenegg auf der Burg erwähnt. Die Hohenegger waren ihrerseits Lehnsmänner des Stiftes Kempten. Die Burg dürfte jedoch bereits um 1220/30 errichtet worden sein und gilt als eines der bedeutendsten Beispiele staufischer Baukunst in Tirol.
Die Ministerialen von Vilsegg werden 1314 letztmals urkundlich erwähnt, anschließend sitzen die Hohenegger selbst auf der Burg.
Zu Beginn des 14. Jahrhunderts versuchte Graf Meinhard II. von Tirol (?) sein Territorium auf Kosten seiner Nachbarn zu vergrößern. Er bemächtigte sich auch einiger Burgen der Hohenegger, so etwa der nahen Höhlenburg Loch bei Pinswang, diese hielten Vilsegg jedoch noch bis 1408 als Lehen des Stiftes Kempten. Anschließend belehnte das Stift den Herzog von Österreich mit der Burg und der Herrschaft, der beides als Afterlehen an die Hohenegger zurückgab.
1671 starb mit Johann Franz der letzte Hohenegger, das Afterlehen fiel zurück an Österreich, der römisch-deutsche Kaiser wurde also rechtlich bezüglich der Herrschaft Vilsegg zum direkten Lehnsmann des Stiftes. Die Burg wurde noch mindestens bis 1709 von den österreichischen Pflegern bewohnt, wird aber bereits auf dem von Peter Anich 1774 veröffentlichten Atlas Tyrolensis als Ruine verzeichnet.
Das Jahr 1806 brachte den Übergang an Bayern, 1816 mussten Stadt, Burg und Herrschaft nach dem Wiener Kongress jedoch endgültig an Österreich abgetreten werden.
1939 stürzten größere Mauerpartien nach einem Erdbeben ein (so etwa die Ostwand des Bergfriedes mit dem Hocheingang), 1953 erfolgte die Sicherung des Bergfriedes durch das österreichische Bundesdenkmalamt. Zurzeit  werden die übrigen Mauerreste des Palas und der Befestigung freigelegt und saniert. Zur Erhaltung der Burgruine wurde am 12. Juli 1981 die „Interessengemeinschaft zur Erhaltung der Ruine Vilsegg“ unter Obmann Artur Hartmann gegründet, dieser hat bis 1993 den Bergfried und die nördliche Ringmauer saniert.

## Beschreibung
Von der relativ kleinflächigen Gipfelburg ist im Wesentlichen nur der mächtige, sechsgeschoßige Bergfried erhalten.
Die Burgstelle befindet sich auf einem rund 75 Meter langen und maximal etwa 15 Meter breiten, von West nach Ost gerichteten rechteckigen Gipfelplateau, das rundum steil zu Tal abfällt. Das Westende der Burg nahm der etwas erhöht liegende, nahezu quadratische Bergfried mit den Maßen von 10,7 mal 10,1 Meter ein. Der im Zeitraum um 1220/30 erbaute mächtige Turm scheint zumindest zeitweise bewohnbar gewesen zu sein (Fensteröffnungen) und hatte ursprünglich vier ungewölbte Stockwerke und eine zinnenbekrönte Wehrplattform. Später wurde der Turm erhöht und durch ein Satteldach abgeschlossen. Die Mauerstärke des Untergeschoßes beträgt knapp zwei Meter, die Ostwand fehlt seit dem Erdbeben von 1939. Das Mauerwerk des 17 Meter hohen Bergfriedes besteht aus Bruchsteinen mit Eckquaderung, im Dachaufbau zeigen sich auch Ziegelsteine. An die Nordost- sowie an die Südostecke des Bergfriedes schloss sich die polygonale Ringmauer an, die den westlichen Teil des Gipfelplateaus umzieht, von ihr haben sich nur wenige Reste erhalten. Im inneren der Burg lag neben dem Bergfried ein 17,50 mal 15 Meter messender Burghof, ihm folgte der Palas. Außerhalb der Ringmauer an der östlichen Schmalseite der Burg wurde das Gipfelplateau durch zwei Quergräben in kleinere Plateaus geteilt, die vermutlich ebenfalls bebaut oder befestigt waren.
Die Auffahrt zur Burganlage erfolgte von der Nordseite des Burgberges. Unterhalb des Bergfriedes überquerte der Burgweg einen äußeren Graben und traf nach einer Kehre auf das äußere Burgtor. Dieses Tor ist durch eine Schenkelmauer mit der Nordostecke des Bergfriedes verbunden, die Mauer ist noch weitgehend erhalten. Hinter dem äußeren Burgtor soll sich ein Brunnen befunden haben, welcher aus dem Fels gehauen und bis zur Talsohle des Baches neben dem Burgweg gereicht hat. Nach weiteren 50 Metern steilem Anstieg stößt man auf das innere Burgtor an der Nordostecke der Kernburg, ihm folgte noch ein Zwinger. Als zusätzliche Sicherung der Anlage wurden nordwestlich unterhalb des Bergfriedes zwei bogenförmige Gräben mit Außenwall angelegt.

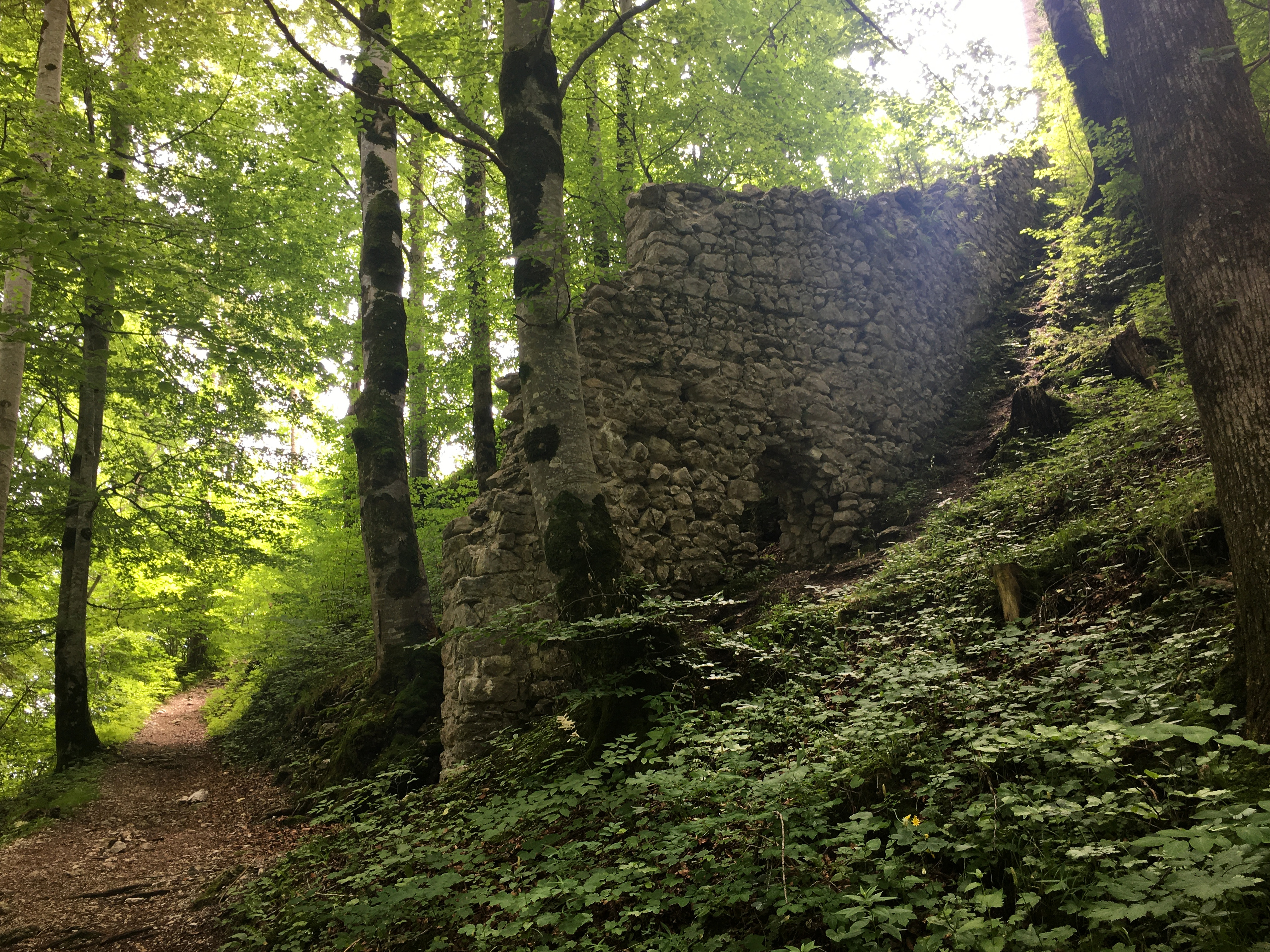
Eingang zur Vorburg von Nordwesten
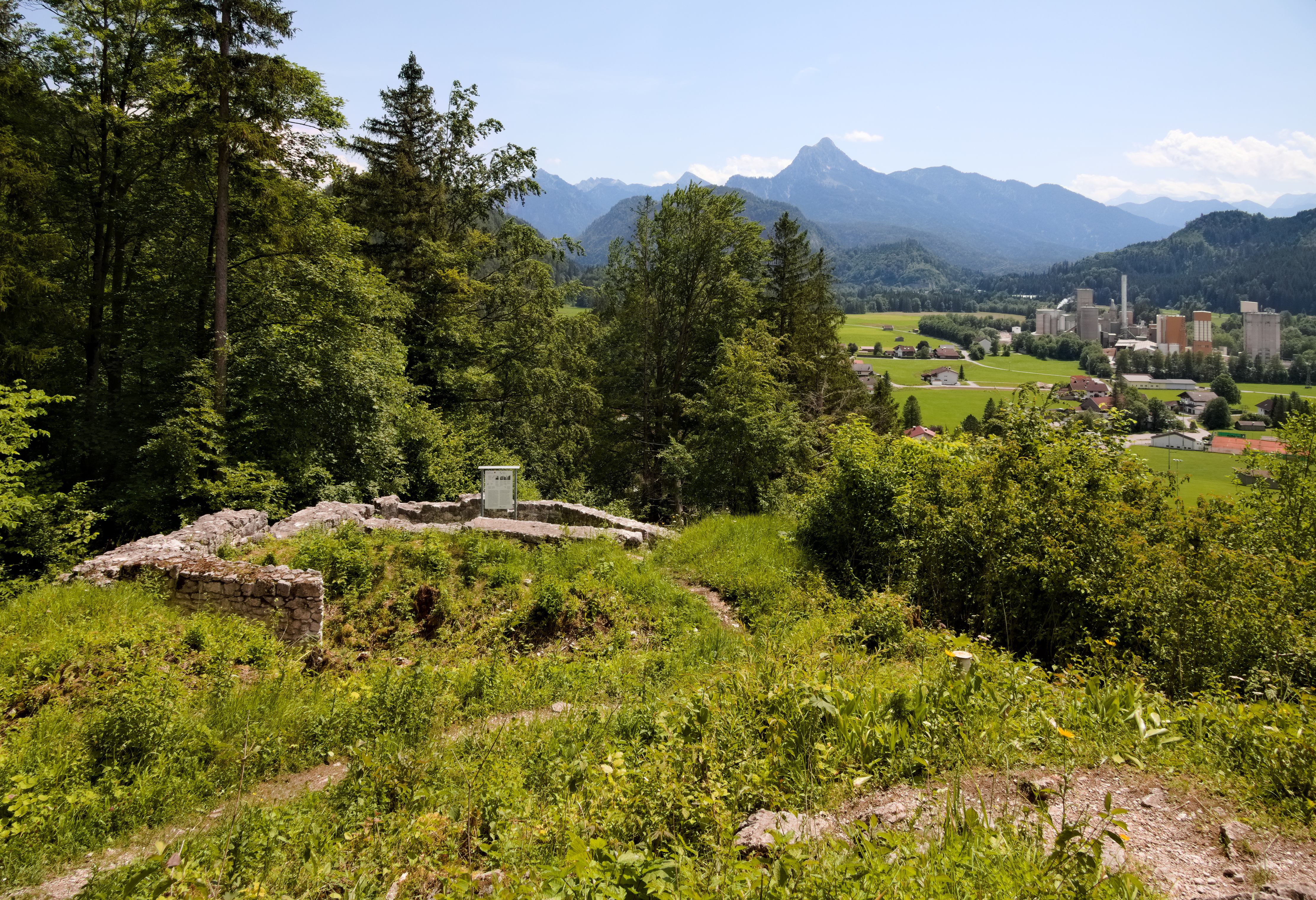
Gebäudereste am östlichen Ende des Burghofes, vom Fuß des Bergfrieds gesehen
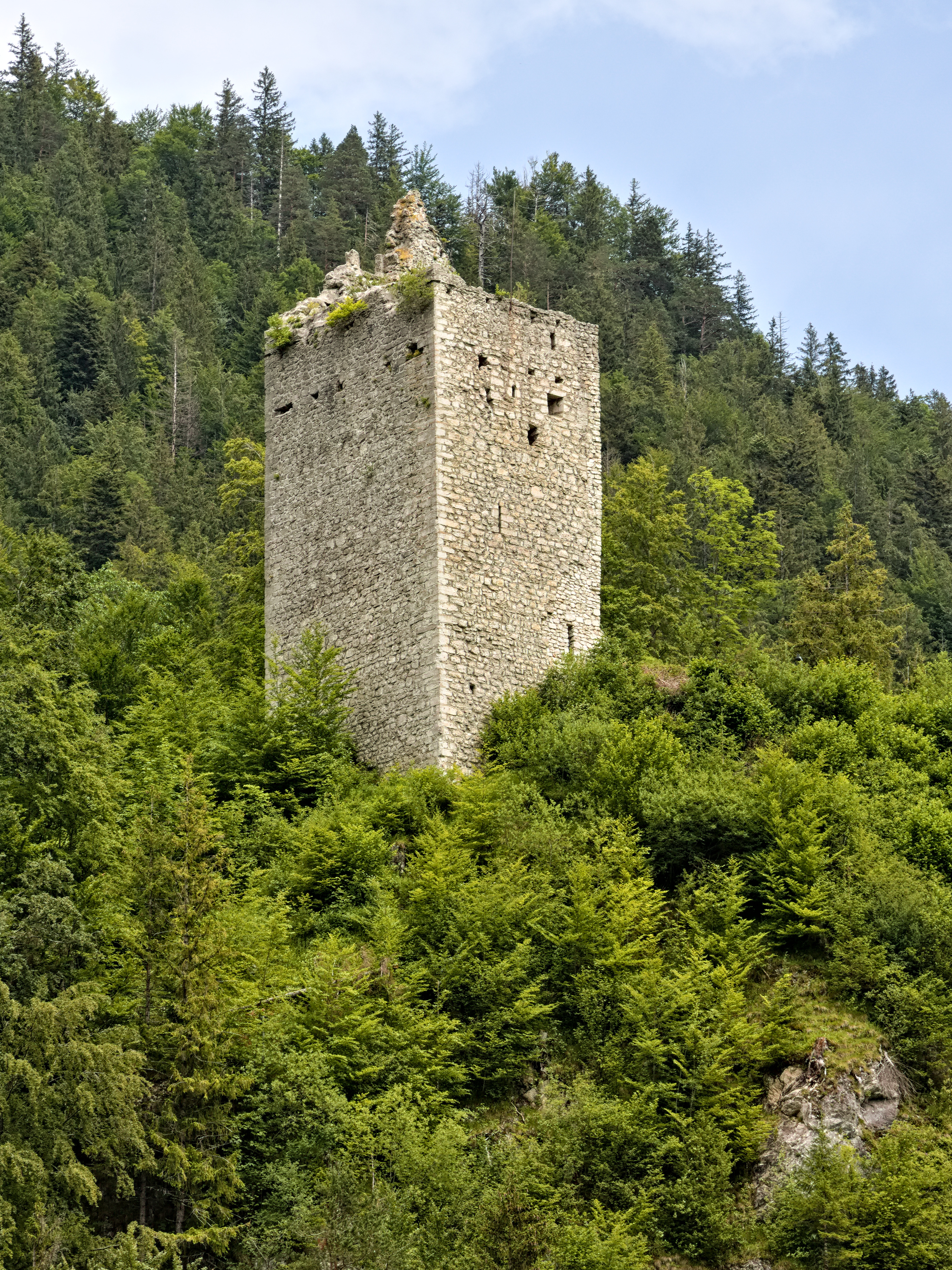
Bergfried von Südwesten
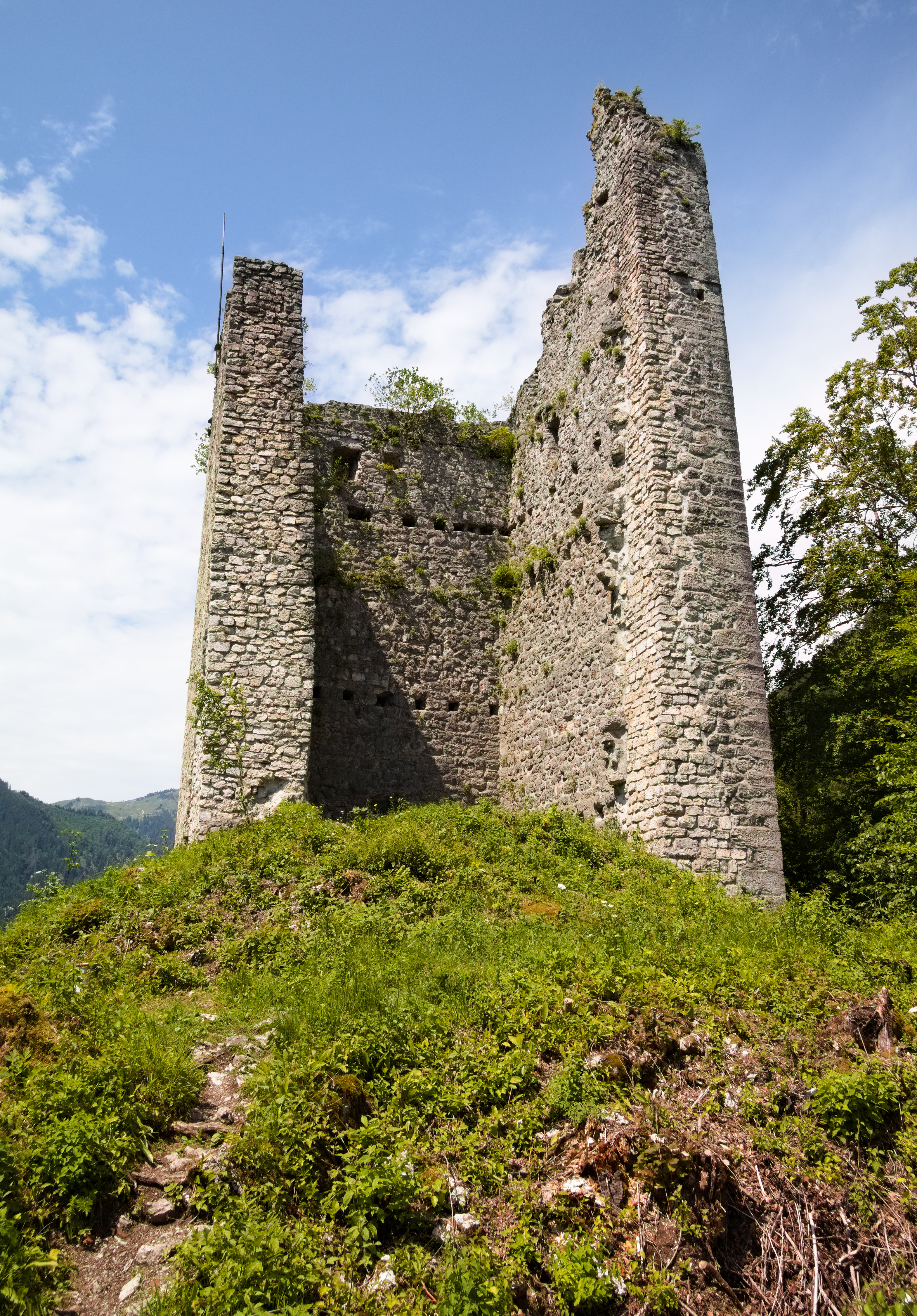
Bergfried von Osten
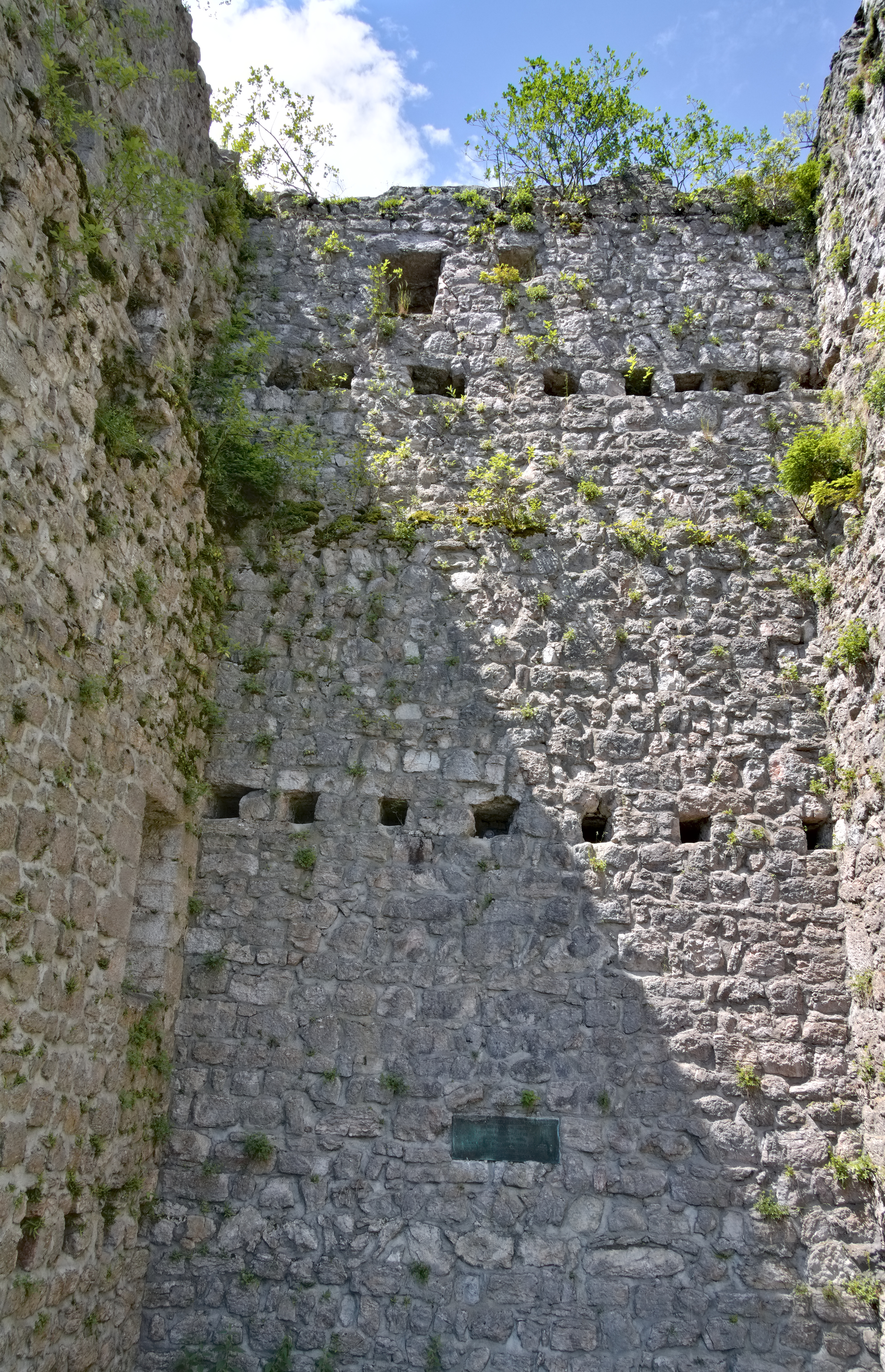
Mauerwerk des Bergfrieds von innen